# سیارک ۳۲۲۷۲
سیارک ۳۲۲۷۲ (به انگلیسی: 32272 Hasegawayuya، نامگذاری:2000PV4) سی و دو هزار و دویست و هفتاد و دومین سیارک کشف شده‌است که در ۴ اوت ۲۰۰۰ کشف شد.